# Zdětín
Die Gemeinde Zdětín (deutsch Zdietin) liegt im Okres Mladá Boleslav, in der Region Mittelböhmen. Hier leben 623 Einwohner.

## Geographie
Zdětín liegt etwa 13 km südwestlich von Mladá Boleslav und 30 km nordöstlich von Prag. Es liegt im Jizeratal.

## Geschichte
Die erste schriftliche Erwähnung von Zdětín stammt aus dem Jahr 1189.